# Kleinohr-Zwergreisratte
Die Kleinohr-Zwergreisratte (Oligoryzomys microtis) ist ein Nagetier in der Familie der Wühler, das in Südamerika vorkommt.

## Merkmale
Mit einer Kopf-Rumpf-Länge von 78 bis 98 mm, einer Schwanzlänge von 74 bis 125 mm und einem Gewicht von 14 bis 19 g ist die Art ein kleiner Vertreter der Gattung Zwergreisratten. Sie hat 21 bis 26 mm lange Hinterfüße und 11 bis 15 mm lange Ohren. Das Fell der Oberseite ist gelbbraun gefärbt, während auf der Unterseite weißes Fell vorkommt, das bei manchen Exemplaren eine sandbraune Schattierung aufweisen kann. Die Kleinohr-Zwergreisratte hat sandbraune Haare auf der Oberseite der Füße und dunkelbraune Fußsohlen. Auf dem braunen Schwanz kommen fast keine Haare vor, mit Ausnahme weniger längerer Haare an der Schwanzspitze, die jedoch keine deutliche Quaste bilden. Die namensgebenden kleinen Ohren sind braun und fast nackt.

## Verbreitung
Die Art lebt im südwestlichen Amazonasbecken in Brasilien, im Osten Perus sowie im Nordosten Boliviens. Sie hält sich in Gebieten mit dichtem Gras auf, die oft an Rändern tropischer Regenwälder oder an den Stränden von Flüssen liegen. Die Kleinohr-Zwergreisratte besucht gern Gärten, Weideflächen oder andere Bereiche im Umfeld menschlicher Siedlungen.

## Lebensweise
Wie andere Zwergreisratten ist die Art nachtaktiv mit einer vorwiegenden Bewegung auf dem Boden. Die Fortpflanzung findet in Brasilien in der Trockenzeit zwischen August und November statt. Die Wurfgröße variiert zwischen 2 und 8. In Bolivien konnten trächtige Weibchen oder Weibchen mit Jungtieren auch in anderen Monaten registriert werden. Mit einer hohen Reproduktionsrate sowie mit Nachkommen, die schnell wachsen und schnell die Fortpflanzungsreife erreichen, ist die Kleinohr-Zwergreisratte ein typischer Bewohner von Habitaten, die im Jahr nur zeitlich begrenzt vorkommen.

## Bedrohung
Es liegen keine Bedrohungen für den Bestand vor. Die Art wird von der IUCN als „nicht gefährdet“ (least concern) gelistet.